# کاوخالی اپازیلا (پیروج‌پور)
کاوخالی اپازیلا (به لاتین: Kawkhali Upazila) یک منطقهٔ مسکونی در بنگلادش است که در ناحیه پیروج‌پور واقع شده‌است. کاوخالی اپازیلا ۷۹٫۶۴ کیلومتر مربع مساحت و ۷۰٬۳۴۷ نفر جمعیت دارد.